# Wakesurfing
 (août 2016).
Si vous disposez d'ouvrages ou d'articles de référence ou si vous connaissez des sites web de qualité traitant du thème abordé ici, merci de compléter l'article en donnant les références utiles à sa vérifiabilité et en les liant à la section « Notes et références ».
Le wakesurfing (littéralement « surf de sillage ») est un sport nautique dans lequel un surfeur glisse sur la vague produite par un bateau, dans son sillage, sans être attaché à ce dernier (sauf pour le départ). Les vagues produites par les bateaux utilisés pour faire du wakesurf sont très semblables à celles de l'océan et les wakesurfeurs glissent dessus d'une façon identique à celle de surfeurs normaux. Faire du wakesurf c'est comme glisser sur une vague infinie. 

## Historique
Bien que la montée en popularité de ce sport ne l'ait fait connaître que tout récemment, le wakesurfing est le plus vieux sport à avoir été pratiqué derrière un bateau, mais il s'agissait à l'époque de surfer la vague produite par de gros bateaux (tankers, ferrys, etc.).
En France Annecy est le spot historique incontournable, mais le wakesurfing est présent sur les principaux plan d'eau Européen car c'est une pratique ludique et facile.    

## Le Matériel
Au début les riders utilisaient une planche de surf "ordinaire", mais la pratique est en réalité assez différente du surf d'océan (on ne rame pas sur la planche, la vague est différente, etc.), donc rapidement de nouvelles planches spécifiques ont été développées.  
Il existe deux catégories de planches de wakesurf: les skim style et les surf style. Les deux ont des avantages et des inconvénients. Le surfeur doit choisir celle qui est la plus appropriée à son niveau et à son style.  
- Une planche skim style est plus facile à manœuvrer. Il est plus facile de faire des rotations ainsi que des figures du fait de son excellente manœuvrabilité.  
- Une planche surf style est un peu plus difficile à manœuvrer du fait de son plus gros volume (épaisseur) et de ses ailerons plus nombreux et plus grands. Il est moins facile de faire des rotations et des figures, mais on peut prendre plus facilement de la vitesse et envoyer de gros « airs ».

## Mise en œuvre
Le départ
Le départ se fait classiquement en « water start ». Le rider se met à l'eau corde en mains, il se met en position assise jambes vers le bateau et place la planche à moitié immergée perpendiculairement devant ses pied. Le pilote démarre doucement, et la traction de la corde va permettre au rider de se lever sur sa planche qui prend appui sur l'eau grâce à la vitesse. Il est important de bien s'accroupir et de laisser le corps "basculer" naturellement sur la planche, puis de se redresser en pivotant pour se retrouver dans l'axe de glisse. 
Le départ peut aussi se faire de la jupe arrière du bateau (dite « swim plaform »), les deux pieds sur le devant de la planche, le temps de former la vague et de naviguer à la vitesse désirée. Le rider positionne ensuite ses pieds en position surf et se laisse tirer par la vague avec un plus de poids sur la jambe arrière. Le tout en tenant la corde de la même main que le pied positionné à l'avant de la planche. 
Le ride
Une fois le rider debout, le pilote accélère afin que le bateau forme sa vague de poupe. Le rider se positionne sur la portion de vague la plus adéquate (sweet spot), et commence à la surfer. À ce moment, la traction de la corde n'est plus utile car le rider utilise uniquement la vague pour glisser, il peut la lâcher et la renvoyer dans le bateau pour qu'elle ne le gêne pas. Le déplacement dans la vague est un jeu de position du corps. Par exemple, si on avance le genou de la jambe avant pour mettre du poids sur la jambe avant, on avance vers le bateau. On procède inversement en mettant du poids sur la jambe arrière pour s’éloigner du bateau. Une fois cette étape franchie il est possible de commencer à surfer la vague. 
Il est important de comprendre que contrairement à une vague naturelle, le rider glisse à l'inverse du sens de déroulement de la vague, ou plus précisément du sens de « progression énergétique » de la vague. Dans une vague d'océan le surfeur a le « Pic » (point de déferlement, là où la vague est la plus puissante) derrière lui et il glisse sur « l'épaule ». S'il glisse trop vite il s'éloigne trop de la zone de puissance et doit parfois ralentir volontairement ou revenir en arrière (Le « Cut Back »). 
Sur une vague produite par un bateau, c'est l'inverse, la vague est plus puissante juste derrière le bateau, et elle s'affaiblit au fur et mesure que l'on s'en éloigne. Donc si le rider va trop lentement, il va reculer par rapport au bateau et va avoir de moins en moins de puissance de vague disponible.
Conclusion: sur une vague d'océan le "moteur" est derrière le surfeur, alors que pour le wakesurf il est devant. 

### La corde
Puisque le wakesurfer peut accélérer dans la vague, il peut avancer vers le bateau et diminuer la tension dans la corde. S'il tombe et que la corde est trop longue, il risque de se prendre dans la corde et de se faire mal. Il est donc important de ne pas utiliser des poignées de ski nautique ou de wakeboard pour faire du wakesurfing.
Il y a deux genres de poignées pour le wakesurf : 
- Les petites poignées, qui font environ six pouces de large (plus ou moins 15 cm) et permettent de s'accrocher à une main, ou à deux mains en mettant les mains l'une sur l'autre. On peut s'agripper facilement mais elles peuvent être dangereuses lorsqu'on les renvoie dans le bateau.
- Le deuxième genre est seulement une grosse corde qui n'a pas de poignée en tant que telle. Le surfeur se tient à la corde tout simplement. C'est moins dangereux lorsqu'on la renvoie dans le bateau, mais il est beaucoup plus difficile de s'agripper. Il est préférable que la corde soit gainée d'un tube de plastique dans la partie tenue avec la main, une simple boucle risquant de piéger le poignet en cas de chute.

La corde ne doit pas être trop longue et il importe de ne pas l'enrouler autour de sa main. Si la tension dans la corde n'est pas assez grande (la corde touche l'eau), il faut la raccourcir. Une corde mesure habituellement environ 8 ou 9 mètres (mesurée à partir de la fin du bateau).

### Le bateau
Les bateaux choisis pour ce sport sont normalement des bateaux de wakeboard que l'on équipe avec des ballasts mobiles à remplir d'eau (les Fat sacs), ou même simplement avec des équipiers se plaçant aux bon endroits pour faire giter correctement le bateau. Le conducteur place ses Fat sacs et remplit les ballasts dans le bateau, ou place ses équipiers, afin de changer l'assiette du bateau et d'augmenter la hauteur de la vague de poupe et aussi le côté où elle va dérouler car il est beaucoup plus économique de concentrer l'énergie sur un seul côté et donc une seule vague.
Une vague produite à bâbord déroulera en « droite » (idéale pour un droitier) et inversement. Pour deux riders vraiment légers, le bateau peut être mis à plat pour produire une vague des deux côtés et permettre un ride chacun de son côté.
Le moteur doit impérativement être in-board (monté à l'intérieur du bateau) et l'hélice doit se trouver assez loin sous la coque pour que le rider ne puisse jamais la toucher en tombant vers l'avant. Quelques accidents ont eu lieu aux États-Unis avec des hors-bords, ce type de motorisation est exclu pour la pratique du wakesurf.
Les bateaux spécifiques pour le wakesurf de dernière génération ont, en plus de ce système de lests mobiles, des patins d'appuis arrières commandés par vérins depuis le poste de pilotage. Ces patins appuient sur l'eau à l'arrière du bateau et changent donc automatiquement la forme de sa vague de poupe.
Pour les bateaux qui n'ont pas cette nouvelle technologie intégrée, il existe des patins amovibles, wake shapers, que l'on fixe sur la coque, le plus souvent par ventouses, sous la ligne de flottaison à l'arrière, et qui forment le sillage du bateau. Ils permettent ainsi de changer la dynamique du sillage et de créer une vague du côté opposé où ils sont placés. On peut les changer de côté rapidement afin de créer une vague droite ou gauche.
Quelques exemples de bateaux utilisés :
- Air nautiques (en)
- Malibu Boat
- Mastercraft
- Moomba Supra Boat
- Centurion
- Supreme
- Tigé

### La vague

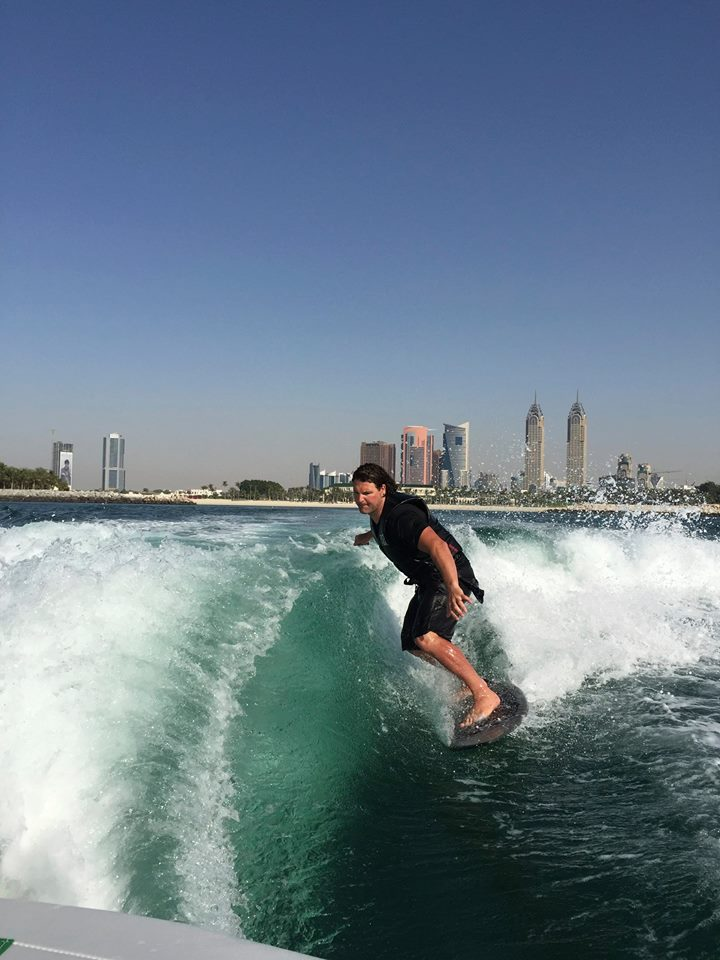
Super air nautique G25.

Le réglage de son bateau (Fat sacs, volets, position des passagers, vitesse, etc.) est un art difficile, qui demande de l'habitude. De plus, il faut adapter la vague aux besoins du rider (enfant, débutant, rider lourd, expert, etc.). 

### Figures
- Rotation (180, 360, 540, 720, 900, 1 080, 1 260, 1 440, etc. )
- Shove it (180, 360, 540, 720)
- Lipslide
- Air
- Ollie air
- Boardslide
- Hang 5
- Floater
- Big Spin

## Conduire le bateau
Lorsqu'on tire un wakesurfer, on peut accélérer encore plus lentement qu'avec un wakeboarder. Il faut augmenter graduellement la vitesse jusqu'à ce que le bateau aille environ entre 16 et 18 km/h, selon la taille du bateau, le genre de bateau, les ballasts et le surfeur. Idéalement, il ne doit pas avoir d'écume sur la vague et il est préférable d'aller en ligne droite plutôt qu'en cercle.

## Compétitions
L'Association française de wakesurf (AFWS) existe depuis mars 2006 et organise des compétitions de ce sport. En France, la plus grosse compétition est le Surf the Lake, successeur de l'ancien King of the lake, qui se déroule sur le lac d'Annecy en septembre.  
En 2017 et 2018 les riders Francais Augustin Dorgal et Sébastien Balland ont tous les 2 remporté des titres de champions du monde de wakesurf en Floride et au Canada. En 2023 les riders Belge Olivier Scokaert et Francais Alain Viviand ont tous les 2 remporté les Championnats d'Europe de Wakesurf dans leur catégories. 

## Variations
Une variation de ce sport est le tanker surfing. Dans le golfe du Mexique, plusieurs surfeurs suivent de gros bateaux et glissent sur les vagues produites par ces derniers,.